# Zhang Jiaxiang
Zhang Jiaxiang (kinesiska: 张家祥?, pinyin: Transkribering saknas) född 30 oktober 1932 i Nanjing, död 29 december 2019, var en kinesisk astronom.
Han var verksam vid Zijinshan-observatoriet.
Minor Planet Center listar honom som C.-H. Chang och som upptäckare av 1 asteroid.
Asteroiden 4760 Jia-xiang är uppkallad efter honom.

## Asteroider upptäckta av Zhang Jiaxiang
| 5384 Changjiangcun | 11 november 1957 |